# Scott Robinson (voetballer)
Scott Robinson (Edinburgh, 12 maart 1992) is een Schots voetballer (middenvelder) die sinds 2008 voor de Schotse tweedeklasser Heart of Midlothian FC uitkomt. Voordien speelde hij voor de jeugd van diezelfde club.
Robinson debuteerde op 26 april 2008 voor Hearts FC in de thuiswedstrijd tegen Inverness Caledonian Thistle FC. De wedstrijd werd met 1-0 gewonnen. Met zijn debuut was hij de jongste speler ooit in de Scottish Premier League en de jongste speler ooit voor Hearts FC. Hij was bij zijn debuut 16 jaar, 1 maand en 14 dagen oud.